# Primera División de Uruguay 1915
Campeonato Uruguayo de Fútbol 1915 var den 15:e säsongen av Uruguays högstaliga i fotboll. Ligan spelades som ett seriespel där samtliga tio lag mötte varandra vid två tillfällen. Totalt spelades 90 matcher med 195 gjorda mål.
Nacional vann sin fjärde titel som uruguayanska mästare.

## Deltagande lag
Tio lag deltog i mästerskapet; nio från Montevideo, och Universal från San José de Mayo.
Bristol och CA Defensor flyttades upp från föregående säsong.

## Poängtabell
| Nr | Lag ( )              | S  | V  | O | F  | GM | IM | MS  | P  |
| -- | -------------------- | -- | -- | - | -- | -- | -- | --- | -- |
| 1  | Nacional             | 18 | 13 | 3 | 2  | 33 | 9  | +24 | 29 |
| 2  | Peñarol              | 18 | 12 | 3 | 3  | 37 | 8  | +29 | 27 |
| 3  | Universal            | 18 | 10 | 3 | 5  | 29 | 25 | +4  | 23 |
| 4  | CA Defensor          | 18 | 9  | 2 | 7  | 16 | 20 | −4  | 20 |
| 5  | Montevideo Wanderers | 18 | 9  | 1 | 8  | 19 | 23 | −4  | 19 |
| 6  | River Plate FC       | 18 | 7  | 3 | 8  | 18 | 15 | +3  | 17 |
| 7  | Central FC           | 18 | 7  | 1 | 10 | 15 | 19 | −4  | 15 |
| 8  | Reformers            | 18 | 5  | 3 | 10 | 10 | 20 | −10 | 13 |
| 9  | Bristol              | 18 | 5  | 1 | 12 | 9  | 27 | −18 | 11 |
| 10 | Independencia        | 18 | 2  | 2 | 14 | 9  | 29 | −20 | 6  |